# Brodowe Łąki (gromada 1954–1959)
Brodowe Łąki – dawna gromada, czyli najmniejsza jednostka podziału terytorialnego Polskiej Rzeczypospolitej Ludowej w latach 1954–1972.
Gromady, z gromadzkimi radami narodowymi (GRN) jako organami władzy najniższego stopnia na wsi, funkcjonowały od reformy reorganizującej administrację wiejską przeprowadzonej jesienią 1954 do momentu ich zniesienia z dniem 1 stycznia 1973, tym samym wypierając organizację gminną w latach 1954–1972.
Gromadę Brodowe Łąki z siedzibą GRN w Brodowych Łąkach utworzono – jako jedną z 8759 gromad na obszarze Polski – w powiecie przasnyskim w woj. warszawskim, na mocy uchwały nr VI/10/16/54 WRN w Warszawie z dnia 5 października 1954. W skład jednostki weszły obszary dotychczasowych gromad Brodowe Łąki, Nowa Wieś, Rzodkiewnica i Wierzchowizna ze zniesionej gminy Zaręby oraz obszar dotychczasowej gromady Guzowatka ze zniesionej gminy Baranowo w tymże powiecie. Dla gromady ustalono 13 członków gromadzkiej rady narodowej.
31 grudnia 1959 z gromady Brodowe Łąki wyłączono wsie Nowa Wieś, Ostrówek, Rawki Rzodkiewnica i Wierzbowizna, włączając je do gromady Zaręby w tymże powiecie, po czym gromadę Brodowe Łąki zniesiono a jej (pozostały) obszar włączono do gromady Bakuła tamże.
Uwaga: Gromada Brodowe Łąki (o innym składzie) istniała w powiecie przasnyskim także w latach 1961–1972.